# Palatul Mirabell

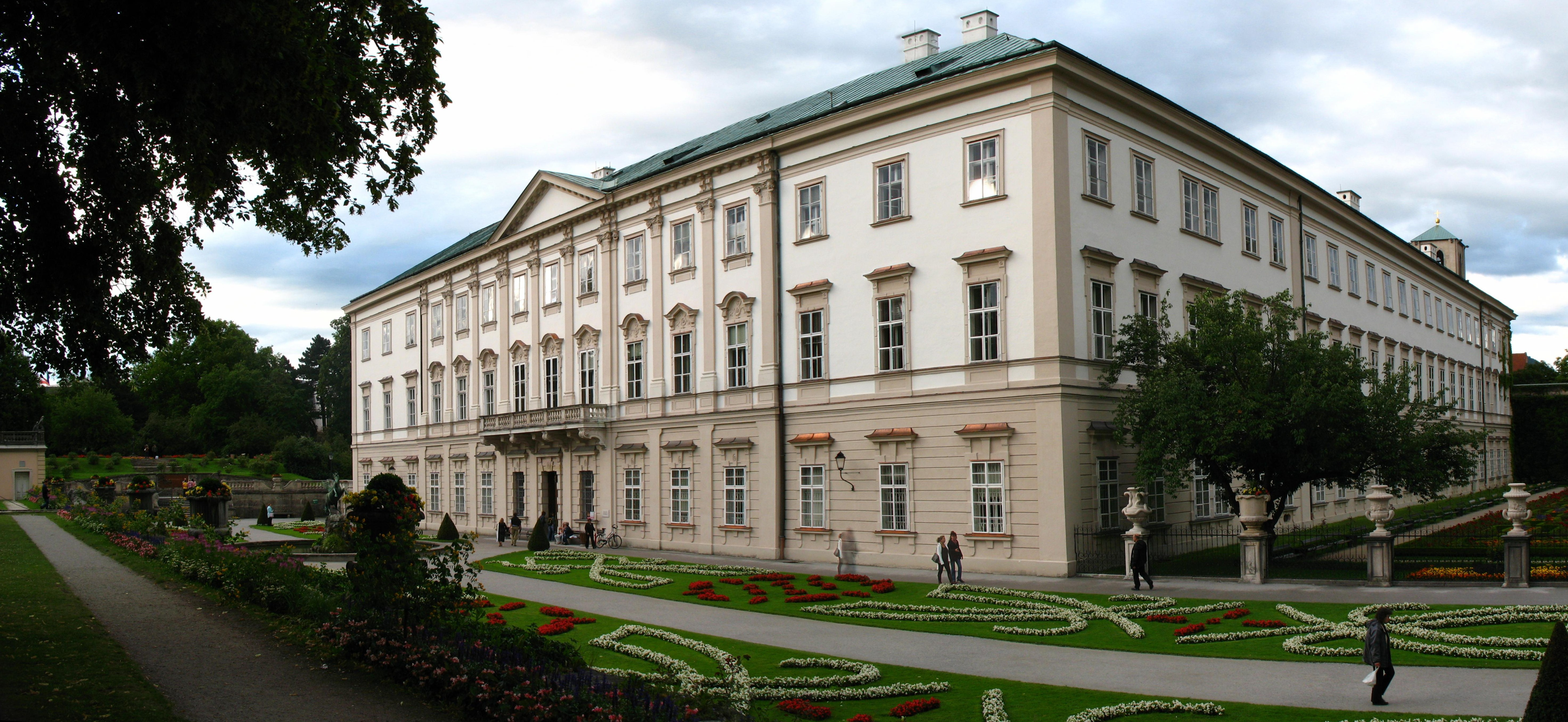
Faţada principală

Palatul Mirabell (în germană Schloss Mirabell) este o clădire istorică din orașul Salzburg (Austria). Palatul cu grădinile înconjurătoare este un monument de patrimoniu cultural și face parte din Centrul Istoric al orașului Salzburg, inclus în patrimoniul mondial UNESCO.

## Istoric
Palatul Mirabell a fost construit prin anul 1606 în afara zidurilor medievale ale orașului Salzburg după modele italiene și franceze, la cererea expresă a prințului-arhiepiscop Wolf Dietrich Raitenau ca reședință pentru amanta sa Salome Alt. Atunci când Raitenau a fost demis și arestat în 1612, Alt și familia ei au fost expulzați și palatul a primit numele actual provenit de la cuvintele italienești mirabile și bella: "uimitor", "minunat". A fost reconstruit în stil baroc începând din 1710, după proiectul lui Johann Lukas von Hildebrandt. La 1 iunie 1815, viitorul rege Otto al Greciei s-a născut aici, în timp ce tatăl său, prințul moștenitor Ludovic I al Bavariei din Casa de Wittelsbach a servit ca guvernator în fostul Ducat de Salzburg. Aspectul actual neoclasic datează din jurul anului 1818, atunci când spațiul a fost restaurat după un incendiu.
În grădinile sale amenajate geometric se află statui cu tematică mitologică datând din 1730 și patru ansambluri statuare (Eneas, Hercule, Paris și Pluto) realizate începând din 1690 de sculptorul italian Ottavio Mosto. Se remarcă prin gardul viu din cimișir.

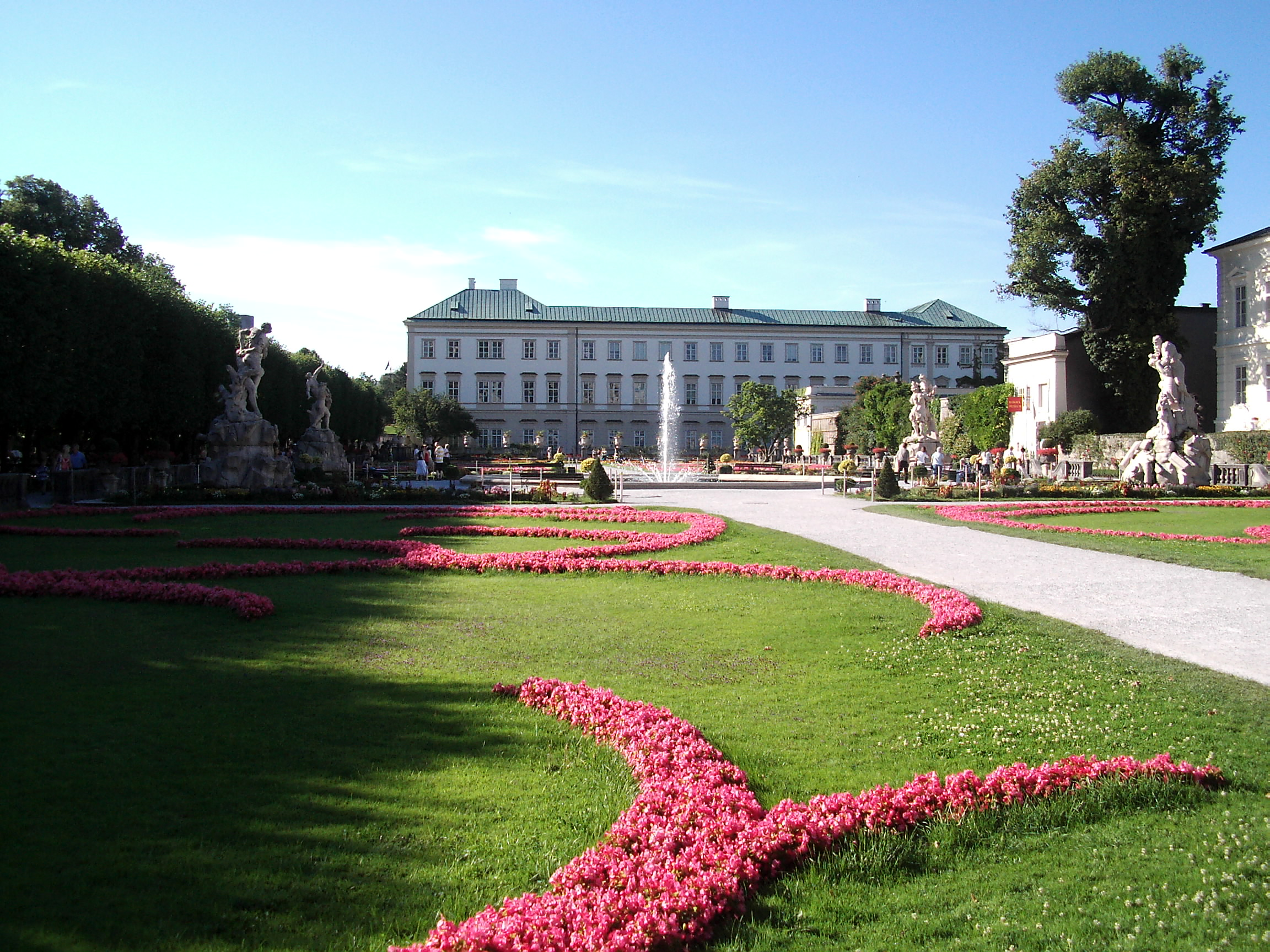
Grădinile

## Filme
Mai multe scene din filmul Sunetul muzicii au fost înregistrate aici. Maria și copiii cântă Do-Re-Mi în timp ce dansează în jurul fântânei Pegas și folosesc treptele ca o scară muzicală.

## Alte întrebuințări
Palatul Mirabell este o locație populară pentru nunți.

## Imagini

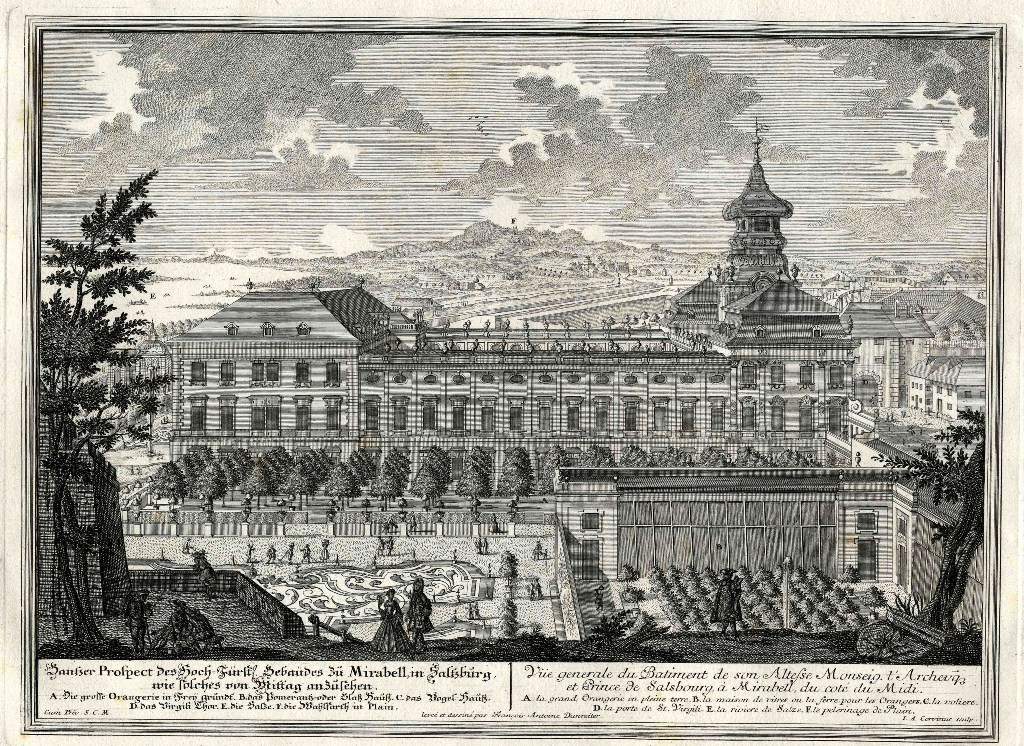
Palatul Mirabell, gravură de Franz Anton Danreiter (circa 1735)
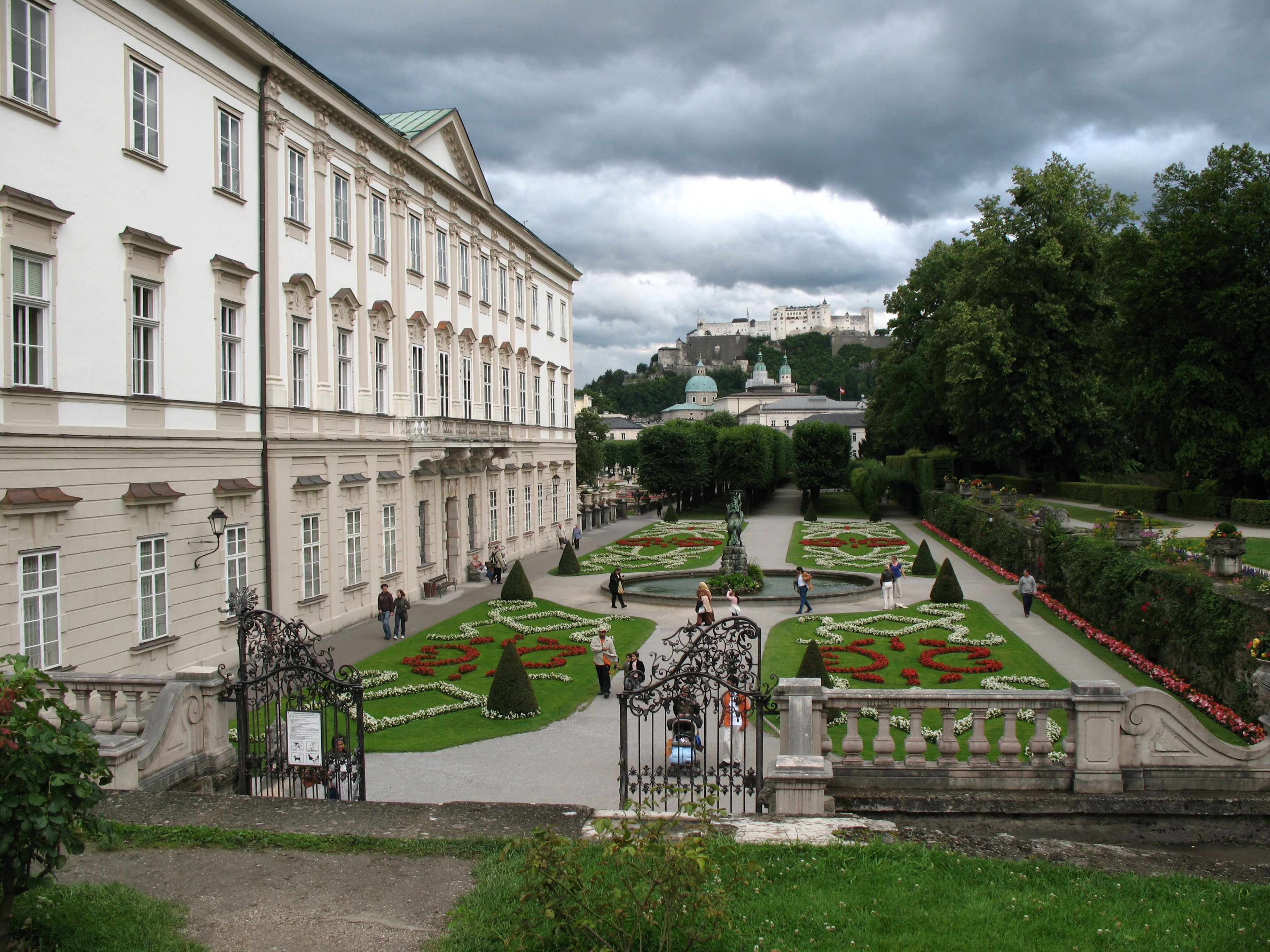
Palatul Mirabell (în stânga) şi Castelul Hohensalzburg (pe fundal)
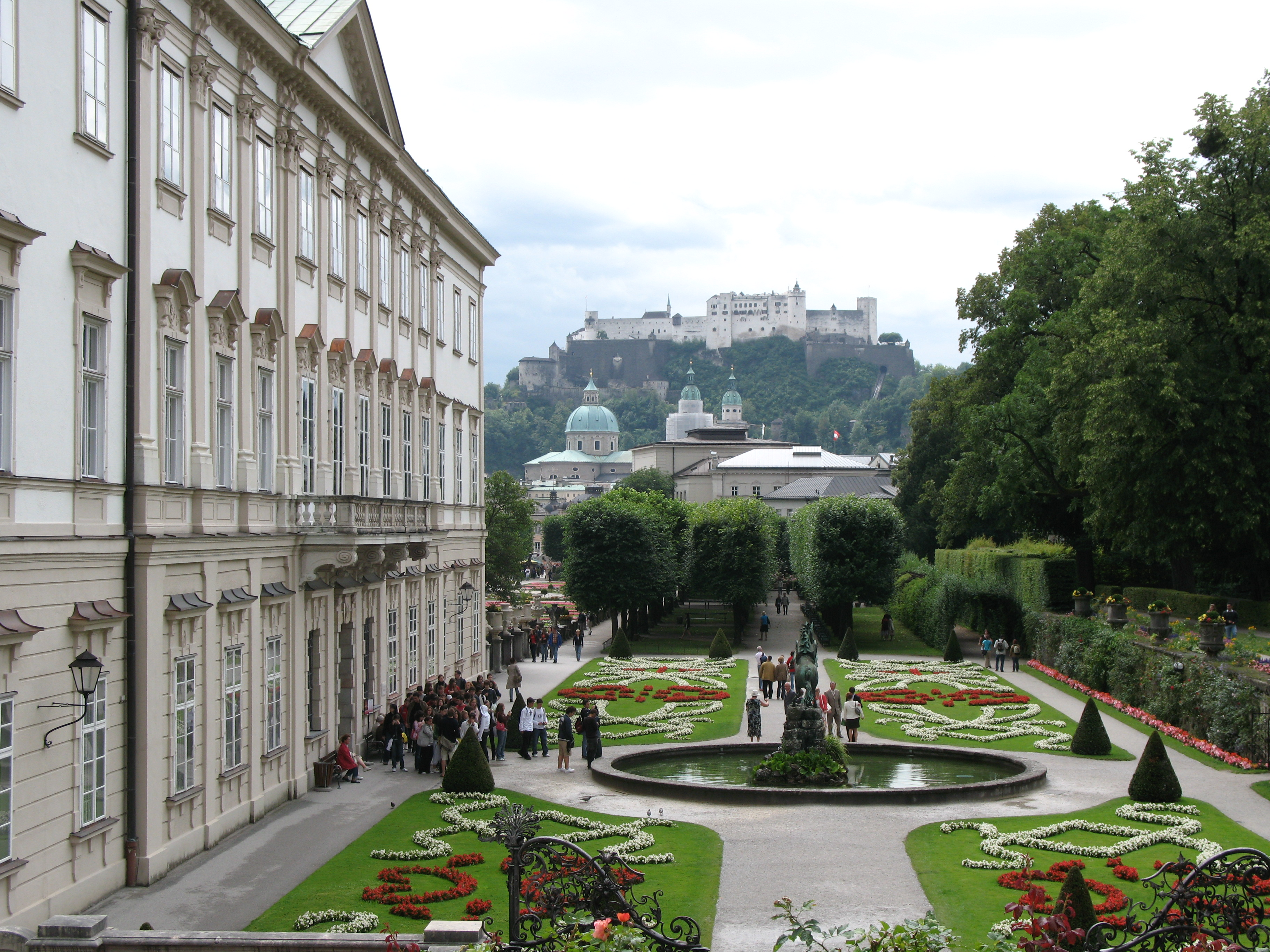
Palatul Mirabell (în stânga) şi Castelul Hohensalzburg (pe fundal)
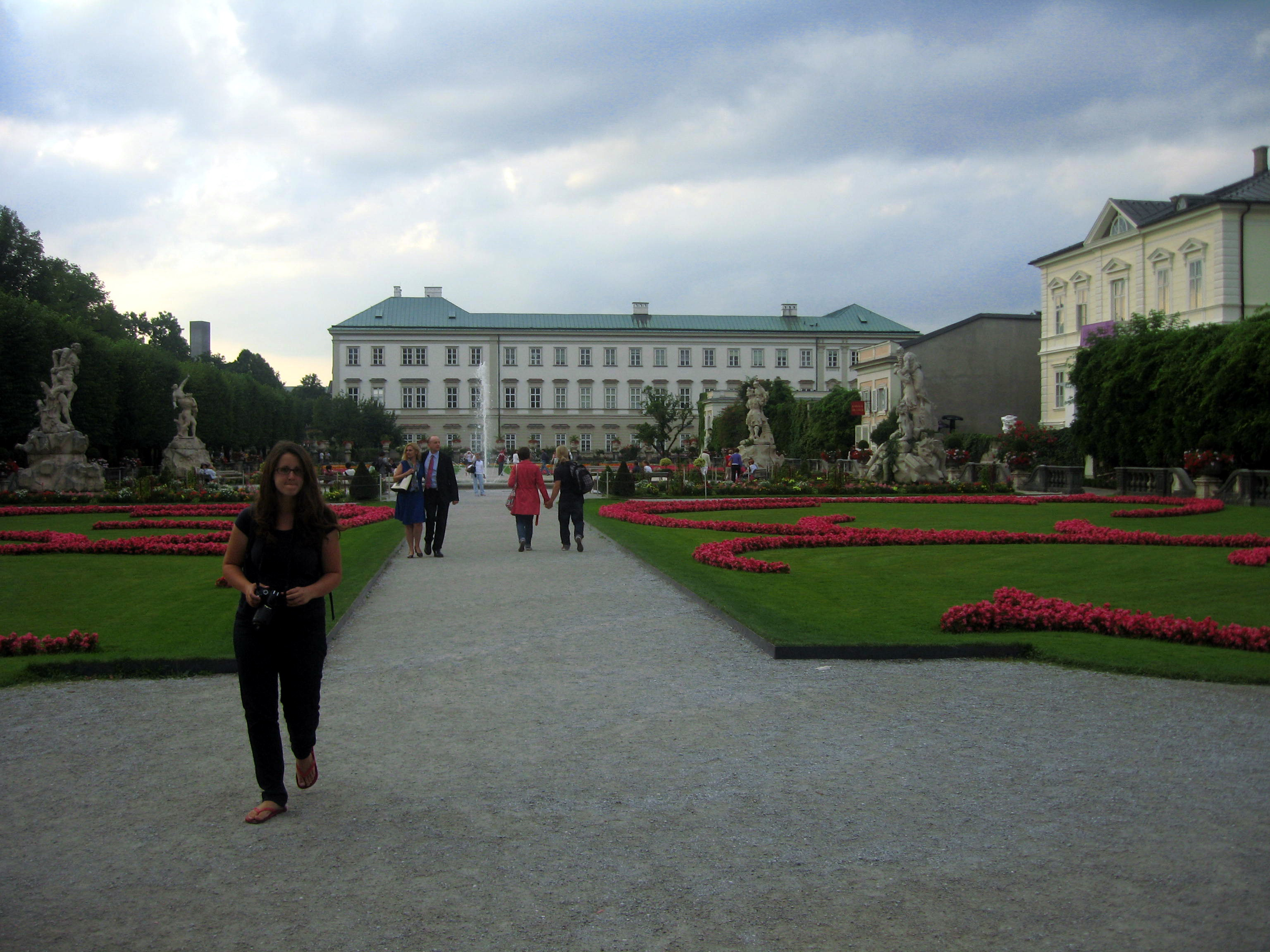
Palatul Mirabell
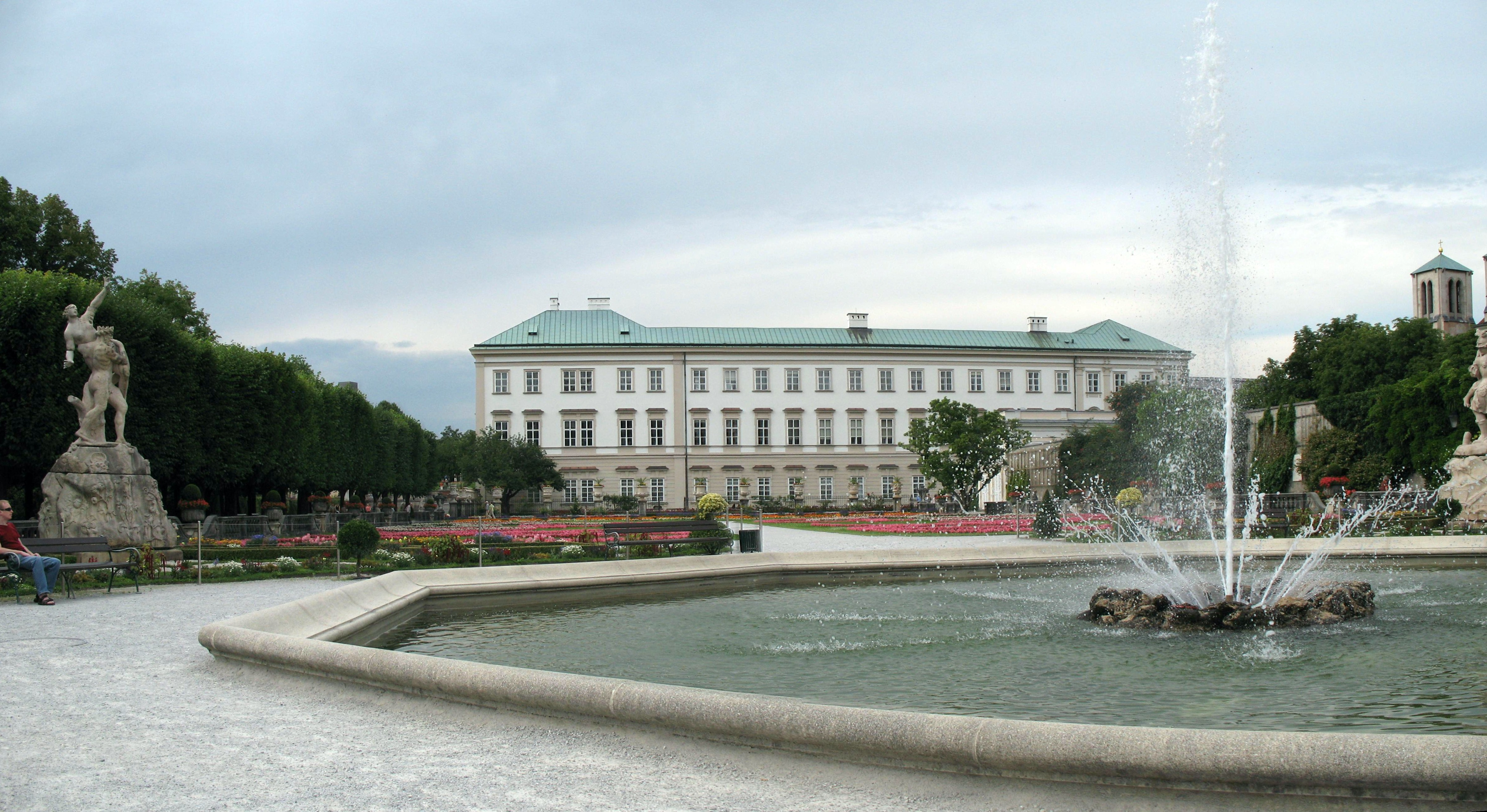
Palatul Mirabell
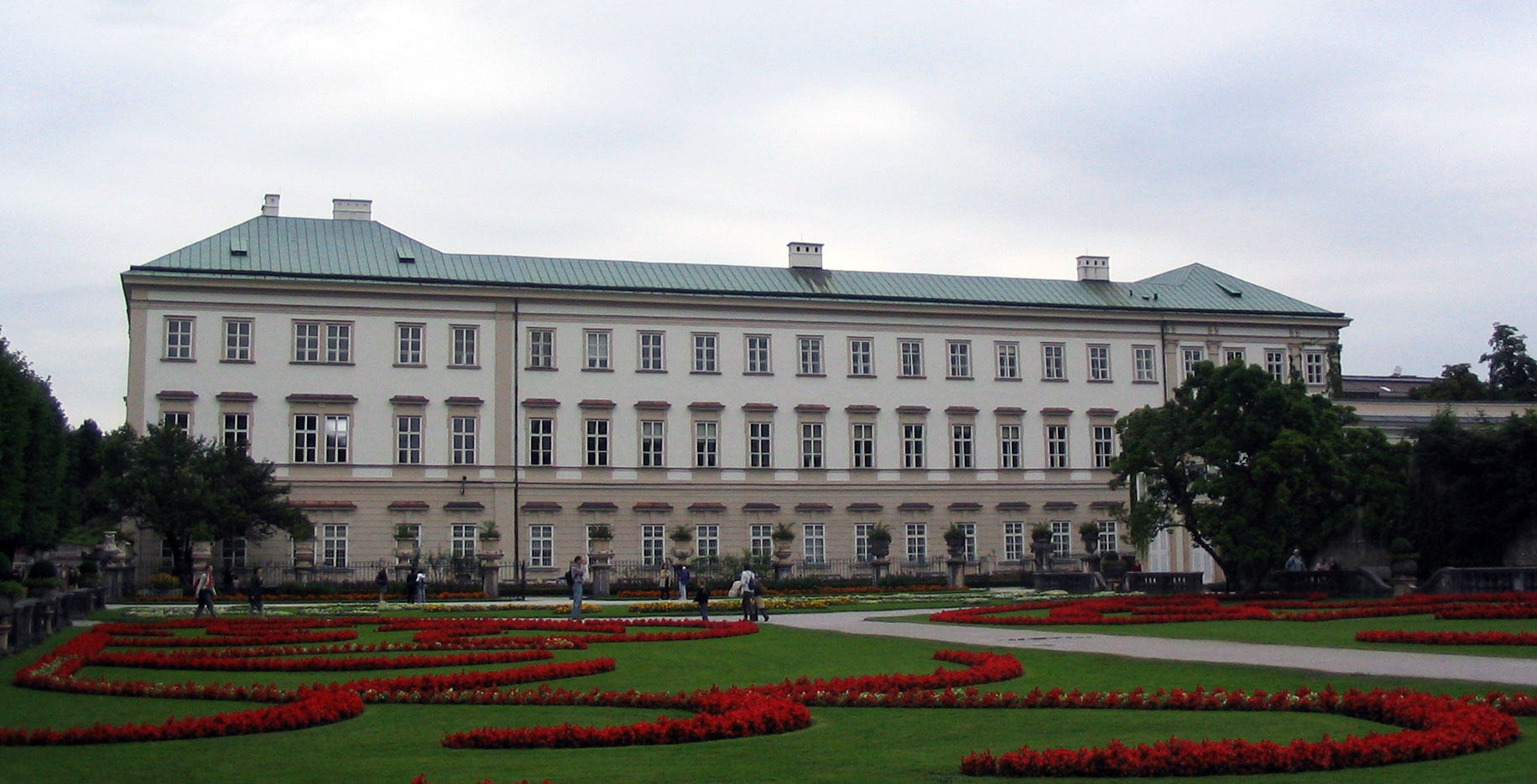
Palatul Mirabell
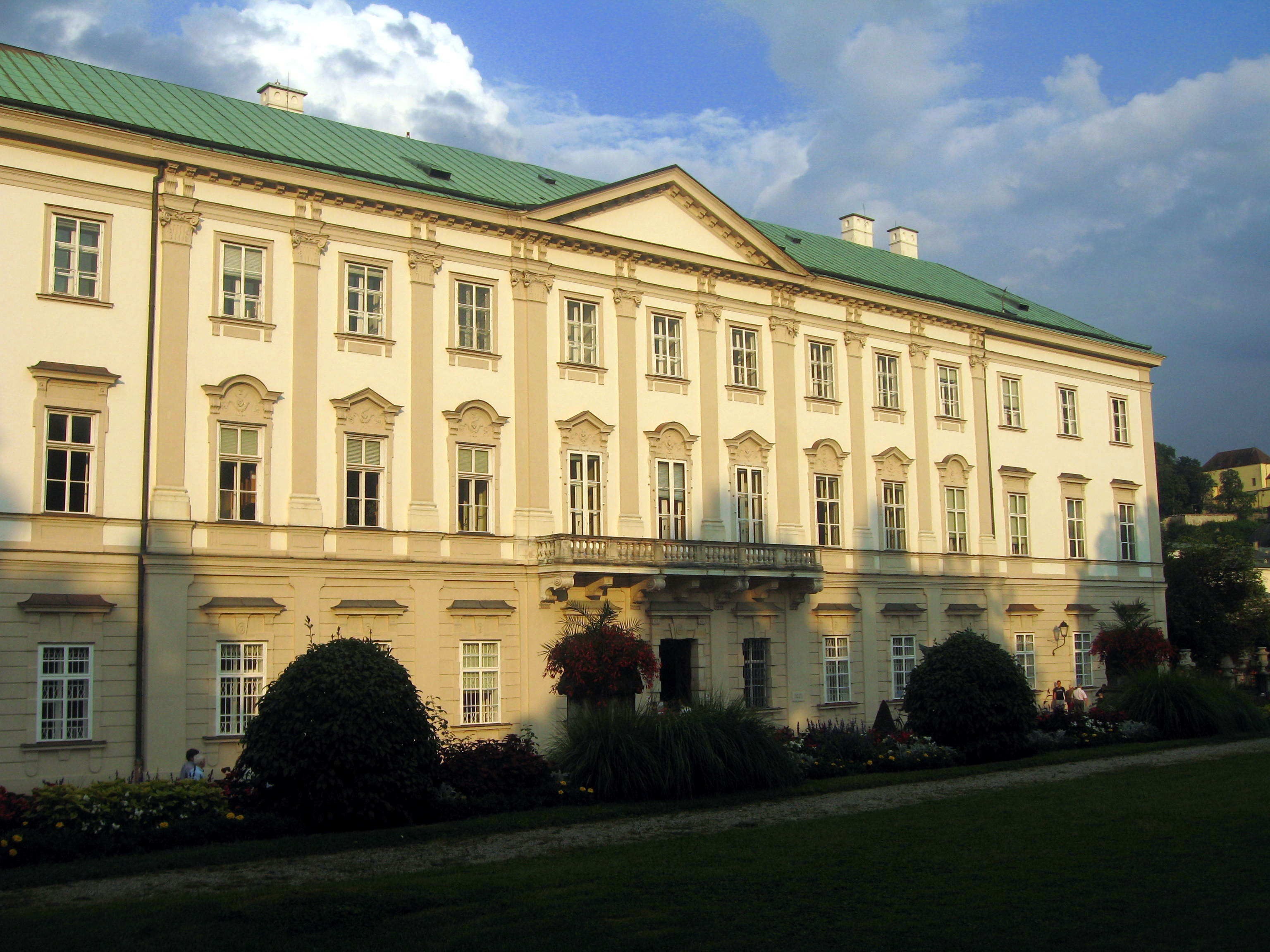
Faţadă a palatului Mirabell
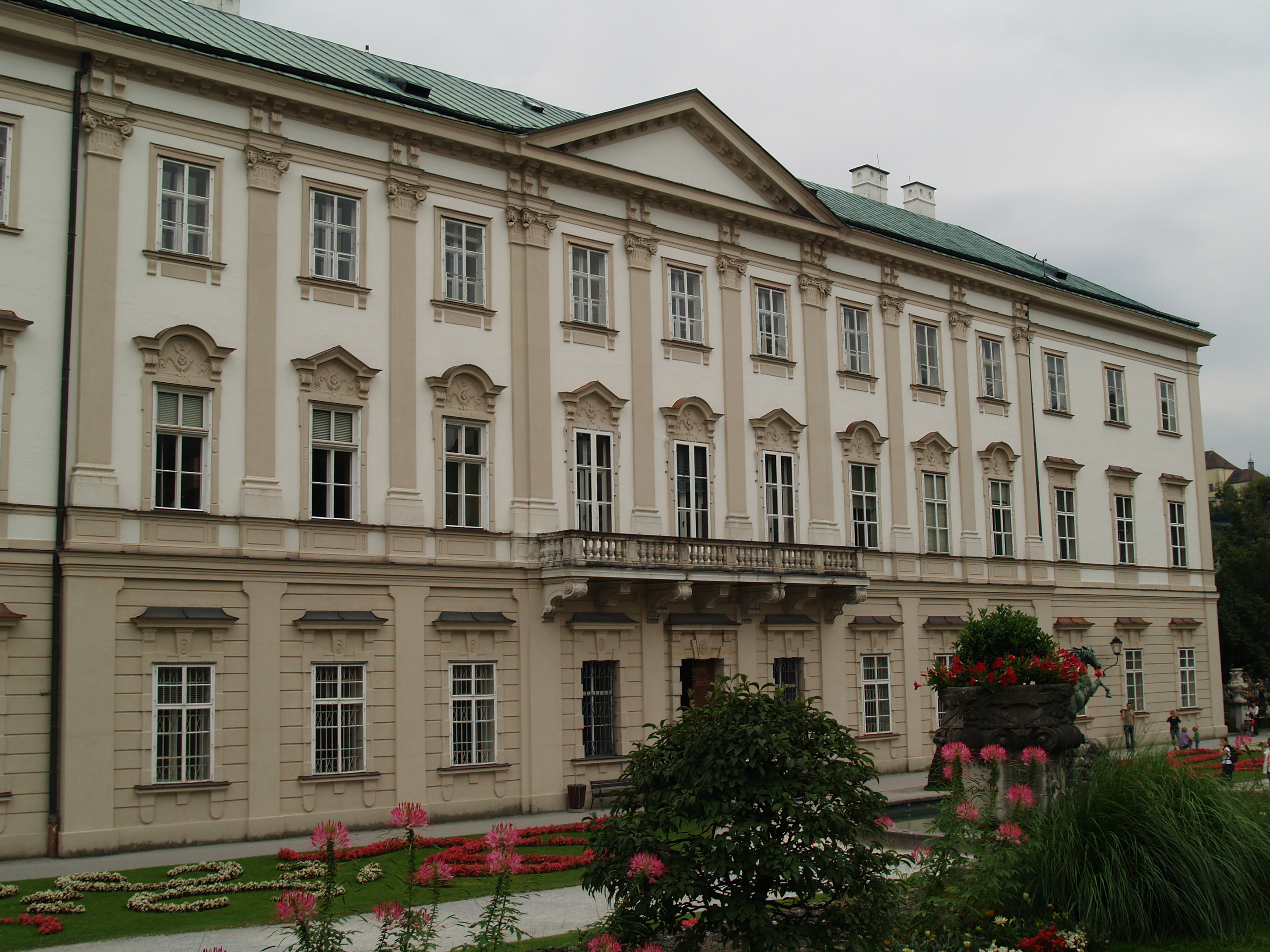
Faţadă laterală